# Lotononis gracilifolia
Lotononis gracilifolia är en ärtväxtart som beskrevs av B.-e.van Wyk. Lotononis gracilifolia ingår i släktet Lotononis och familjen ärtväxter. Inga underarter finns listade i Catalogue of Life.